# Bartolomeu de Gusmão

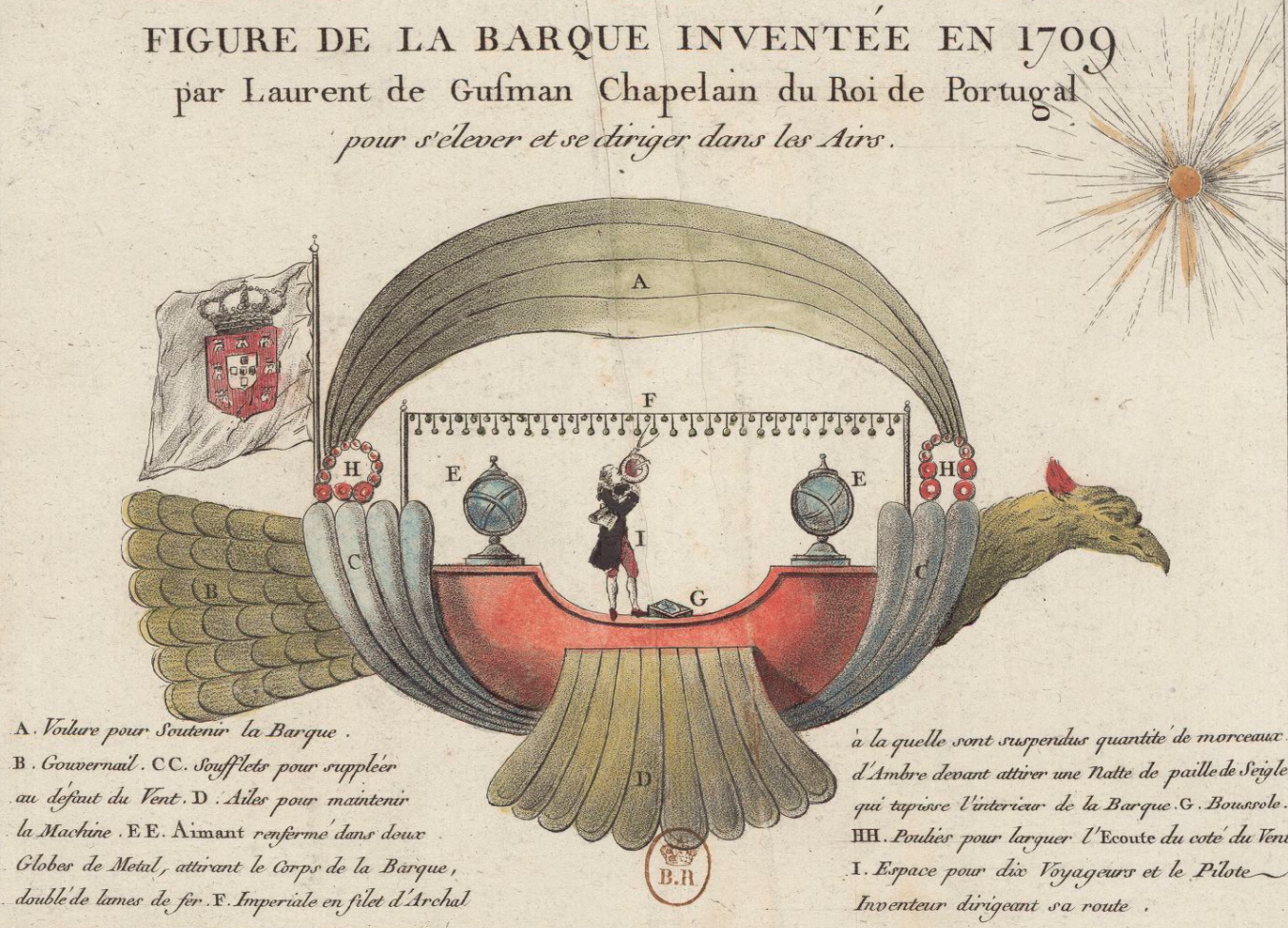
Passarola - statek powietrzny skonstruowany przez Bartolomeo de Gusmão

Bartolomeu de Gusmão, urodzony Bartolomeu Lourenço (ur. w 1685, Santos-São Paulo (Brazylia), zm. 18 listopada 1724 w Toledo, (Hiszpania)) – portugalski duchowny i wynalazca, między innymi pierwszego w dziejach działającego pojazdu powietrznego.

## Życiorys
Został jezuitą w Bahia w wieku 15 lat, lecz opuścił zakon w 1701 roku. Udał się do Portugalii i znalazł mecenasa w Lizbonie - markiza d'Abrantes. Dokończył studia na uniwersytecie w Coimbra, zajmując się głównie matematyką i filologią, lecz otrzymał tytuł doktora prawa kanonicznego. Wyróżniał się świetną znajomością wielu języków i doskonałą pamięcią.
W roku 1709 wysłał petycje do króla Portugalii Jana V, prosząc o przywilej-patent na swój wynalazek pojazdu powietrznego i o zachowanie tego w ścisłej tajemnicy. Zachowała się ta prośba i rysunek statku. Francesco Lana de Terzi twierdził, że pojazd był zbudowany na bazie barki rzecznej, zaopatrzonej w system rur, do których miało wlatywać powietrze. Statek miał też napęd śmigłowy w postaci miedzianych kul i magnesów. Publiczny test maszyny miał mieć miejsce 24 VI 1709 roku, lecz według większości źródeł Gusmao odwołał test z braku odpowiednich metali.
Poświadczona źródłowo jest próba jaką przeprowadził Gusmao 8 sierpnia 1709 w hallu Casa da India w Lizbonie, kiedy zaprezentował pierwszy w historii balon napełniany gorącym powietrzem. Król nagrodził wynalazcę ofiarując mu katedrę profesorską w Coimbrze.
W latach 1713–1716 podróżował po Europie, patentując w Holandii swój wynalazek: "Sistema de lentes para assar carne ao Sol", atribuído ao padre Gusmão. Przez jakiś czas żył i pracował w Paryżu, gdzie spotkał swego brata Aleksandra, sekretarza ambasady portugalskiej we Francji.
Gusmao otrzymał miejsce w założonej w 1720 Academia Real da História Portuguesa jako jeden z jej 50 członków.
W roku 1722 został kapelanem dworskim. Zajmował się wynalazkami - balonem na gorące powietrze i projektem statku powietrznego, który miał być napędzany przez gaz zgromadzony w trójkątnej komorze. Śmierć uniemożliwiła mu dokończenie projektu.
Opowieść o tym, że portugalska inkwizycja miała ścigać go z powodu jego wynalazków, jest najprawdopodobniej fałszywa, a przyczyna śledztwa musiała leżeć gdzie indziej. Gusmão uciekł do Hiszpanii i zmarł na gorączkę w Toledo.
W 2004 roku jego ciało przewieziono do Brazylii. Obecnie jest pochowany w Katedrze Metropolitalnej w São Paulo.

### Pisma wydane przez Bartolomeu de Gusmão
- Manifesto summario para os que ignoram poderse navegar pelo elemento do ar (Krótki manifest do tych, którzy nie wierzą w możliwość żeglowania w powietrzu; 1709);
- Varios modos de esgotar sem gente as naus que fazem agua (1710);
- pisma z nabożeństw.

### Adaptacje powieściowe
- Azhar Abidi, Passarola Rising (2006)
- Rita Monaldi, Francesco Sorti, Veritas
- Jose Saramago, Baltazar i Blimunda